# Annales de l’Institut Kondakov
Annales de l’Institut Kondakov – organ Instytutu Kondakowa. Periodyk bizantynologiczny, który ukazywał się w latach 1926–1941. Redakcja znajdowała się w Pradze, a od 1938 roku w Belgradzie. Publikowano w nim artykuły z zakresu archeologii i historii Bizancjum.